# Renato Góes
Renato Góes (Recife, 19 dicembre 1986) è un attore e modello brasiliano.

## Biografia

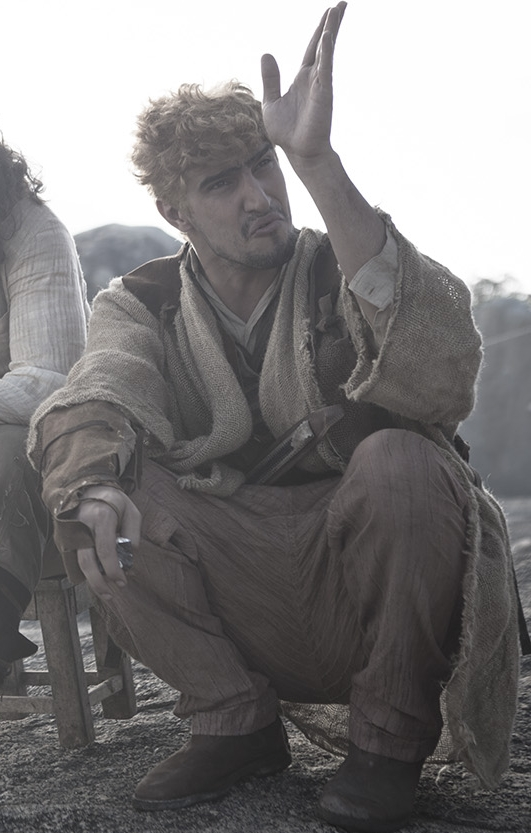
Renato Góes nel film Por Tras do Ceu

Nato a Recife nel 1986, è stato baby modello già a 4 anni con foto e apparizioni in spot pubblicitari locali. All'età di 15 ha deciso di diventare attore. Ha studiato teatro alla Scuola di Teatro SESC, a Piedade. 
Ha sfilato sulle passerelle per alcuni anni, fino al 2004. Nel 2005 ha esordito in teatro. Dopo aver preso parte ad alcuni lungometraggi, ha fatto un'apparizione speciale nella prima parte della telenovela Pé na Jaca, su Rede Globo. Nel 2008 è stato selezionato nel cast di Água na Boca, l'ultima telenovela prodotta da Rede Bandeirantes.
Passato poi a TV Globo, ha lavorato in diverse telenovelas del network carioca tra cui Joia Rara e Órfãos da Terra, entrambe premiate con l'Emmy (della seconda è stato attore protagonista).

## Vita privata
Dopo diversi e brevi legami sentimentali, nel novembre 2017 ha iniziato a frequentare l'attrice Thaila Ayala, divenuta sua moglie il 5 ottobre 2019: la coppia ha un figlio, Francisco, nato nel 2021.